# Весна Деспотович
Весна Деспотович (18 квітня 1961) — югославська баскетболістка.
Бронзова призерка Олімпійських Ігор 1980 року.
Бронзова призерка Чемпіонату Європи 1980 року.